# Dan Majerle
Daniel Lewis "Dan" Majerle, född 9 september 1965 i Traverse City, Michigan, är en amerikansk baskettränare och före detta basketspelare.
Som spelare var han med och tog OS-brons i basket 1988 i Seoul. Detta var USA:s första brons i herrbasket i olympiska sommarspelen, och tredje gången genom alla tider som USA inte tog guld. Han spelade bland annat för Miami Heat.
1994 ingick han i USA:s Dream Team II när de vann guld vid världsmästerskapet, som spelades i Hamilton och Toronto i Ontario i Kanada.
Han spelade för Central Michigan University på collegenivå.